# Стрельба в городе Эспоо
Стрельба в торговом центре города Эспоо (фин. Sellon ampumavälikohtaus) — массовое убийство, произошедшее 31 декабря 2009 года в 10.08 утра в торговом центре финского города Эспоо — втором по величине городе Финляндии. Стрелявший — Ибрагим Шкуполли (алб. Ibrahim Shkupolli) предположительно начал стрельбу из-за разрыва со своей бывшей девушкой, работавшей в этом магазине. Преступник зарезал женщину у неё дома, а затем отправился в торговый центр, где его жертвами стали ещё четыре человека, после чего покончил с собой.

## Стрельба
В тот день, около 9:45 Ибрагим Шкуполли зарезал охотничьим ножом свою бывшую девушку у неё дома, а затем сев в принадлежавший жертве Volkswagen Golf красного цвета отправился вооружённый пистолетом на её место работы, в торговый центр «Prisma». Как позже установила полиция основной целью преступника был новый сожитель его бывшей, который также являлся сотрудником торгового центра.
Прибыв на место около 10:08 утра  Ибрагим Шкуполли начал стрелять из 9-мм пистолета CZ 75 на стоянке торгового центра, повредив несколько машин. Затем ворвавшись в помещение преступник за несколько минут на первом и втором этажах застрелил четырёх работников торгового центра (трёх мужчин и одну женщину) в возрасте от 27 до 45 лет, всего произведя 10 выстрелов, после чего покинул место происшествия до прибытия правоохранительных органов. 
Прибывшие полицейские эвакуировав торговый центр, тут же начали поиски стрелявшего, с привлечением вертолётов. Однако оперативно задержать преступника не удалось, в результате чего появлялись неоднократные сообщения о том, что якобы похожего мужчину видели в других торговых центрах города, но все они не подтвердились. В то же самое время Шкуполли, после совершения массового убийства вернулся в свою квартиру, где покончил жизнь самоубийством застрелившись около 11:13 утра.

## Преступник
Нападавший был опознан как 43-летний косовский албанец  Ибрагим Шкуполли (алб. Ibrahim Shkupolli) (13 октября 1966 — 31 декабря 2009) родившийся в городе Митровица в Югославии, и эмигрировавший в Финляндию в 1990 году. Первоначально Шкуполли поселился в городе Миккели, где в 1990-е годы неоднократно попадал в поле зрение полиции привлекаясь за такие правонарушения как вождение в нетрезвом виде, нападение на человека, угроза холодным и огнестрельным оружием. В 2001 году после очередного осуждения за нападение на человека преступник переехал в город Эспоо устроившись работать на склад продовольственной компании.
На родине Шкуполли был женат на местной жительнице, которая родила от него трёх детей, однако в 1991 году, вскоре после эмиграции познакомился с местной девушкой-финкой, с которой на протяжении последующих 18 лет состоял в периодических романтических отношениях, которые однако не были однозначными и периодических происходили расставания. Незадолго до совершения массового убийства, женщина в очередной раз разорвала с Шкуполли все связи, так как тот стал чрезмерно агрессивным и ревнивым, не раз угрожая женщине физической расправой. В связи с этим Шкуполли неоднократно получал судебные запреты на приближение к дому и месту работы своей любовницы, и несколько раз задерживался за их нарушение. Кроме того преступник был также судим в 2004 и 2007 годах за хранение наркотиков и незаконное хранение оружия и боеприпасов, однако оба раза отделался условными сроками. Тем не менее его неоднократные запросы на получение гражданства Финляндии были отклонены именно из-за наличия судимостей.
За несколько месяцев до совершения массового убийства на Шкуполли были заведены очередные уголовные дела по подозрению в мошенничестве и соучастии в организации нелегальной миграции с Балкан в Финляндию. При совершении четверых из пяти убийств и самоубийство Ибрагим Шкуполли использовал незаконно приобретенный им ранее 9 мм пистолет CZ75 произведённый в Чехословакии в 1984 году, который первоначально был экспортирован в Норвегию, и похищен при взломе оружейного магазина, где он продавался в июле 1990 года. Полиции так и не удалось установить как оружие оказалось у преступника. Кроме того после обнаружения тела стрелявшего, в его квартире также был произведен обыск в ходе которого было найдено 273 патрона к пистолету и 14 десятизарядных магазинов.